# 후지미노역
후지미노역(일본어: ふじみ野駅)은 일본 사이타마현 후지미시에 있는 철도역이다.

## 역 구조
섬식 승강장 2면 4선의 지상역, 교상역사를 가진다.
출구는 서구, 동구의 2개소이다. 승강장이 개찰구와 콩코스 사이는 엘리베이터, 에스컬레이터, 계단에 의해 연결되고 있다.
2010년 12월 초순에 안내 사인을 픽토그램을 이용한 것으로 갱신하였다.

### 승강장
| 1・2 | ■ 도조 본선 | 가와고에・사카도・신린코엔・오가와마치 방면                                                                                    |
| 3・4 | ■ 도조 본선 | 아사카다이・와코 시・이케부쿠로 방면 ○ 지하철 유라쿠초 선 나가타초・신키바 방면 ○ 지하철 후쿠토신 선 신주쿠 3초메・시부야 방면 |

- 1・4번선은 대피선에서, 상하선 모두 완급 정차가 가능하다.

## 역사
- 1993년 11월 15일: 영업 개시.
  - 도조 선에서 쓰키노와역에 이어 2번째로 새로운 역에서 도부 철도 선 전체에서는 노다 선 나가레야마오타카노모리역, 쓰키노와 역, 노다 선 신카마가야역, 닛코 선 이타쿠라토요다이마에역에 이어 5번째로 새로운 역, 도쿄 지하철의 관리 역이다. 이세사키 선 오시아게역을 포함하면 6번째로 새로운 역이다.
- 2008년 3월 18일: 발차 멜로디 도입.
- 2008년 3월 25일: 서쪽, 동쪽 출입구 광장에 기념물이 완성됨.
- 2008년 6월 14일: "TJ 라이너" 운행 개시. 도쿄 지하철 후쿠토신 선 개통으로 인해, 이 노선과의 상호 직통 운전 열차의 정차 개시. 한낮의 완급 정차는 없어졌다.
- 2011년 3월 5일: "TJ라이너"의 증차로 한낮의 완급 정차가 부활됨.

## 사진

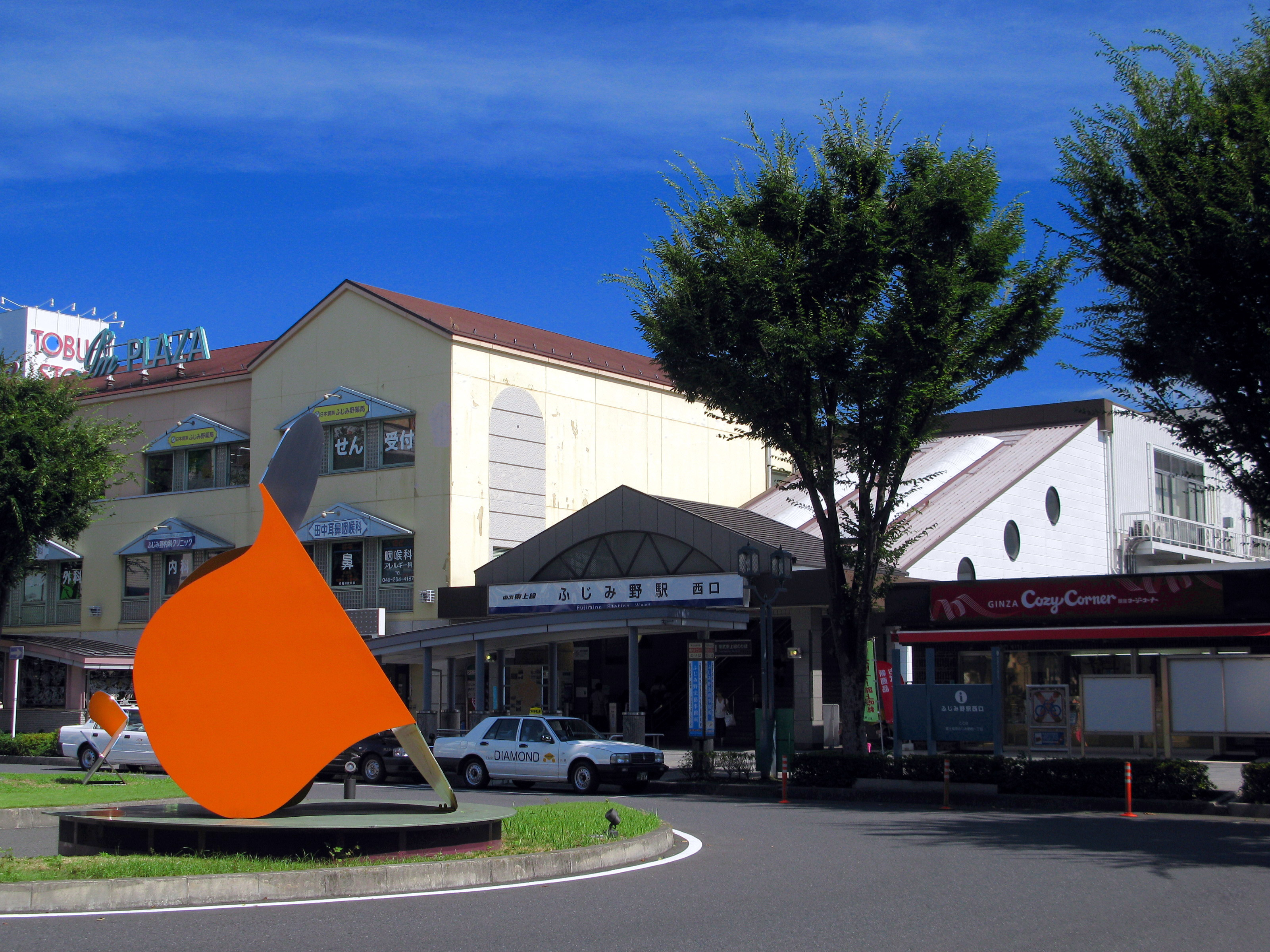
서쪽 출입구(2012년 9월 5일)
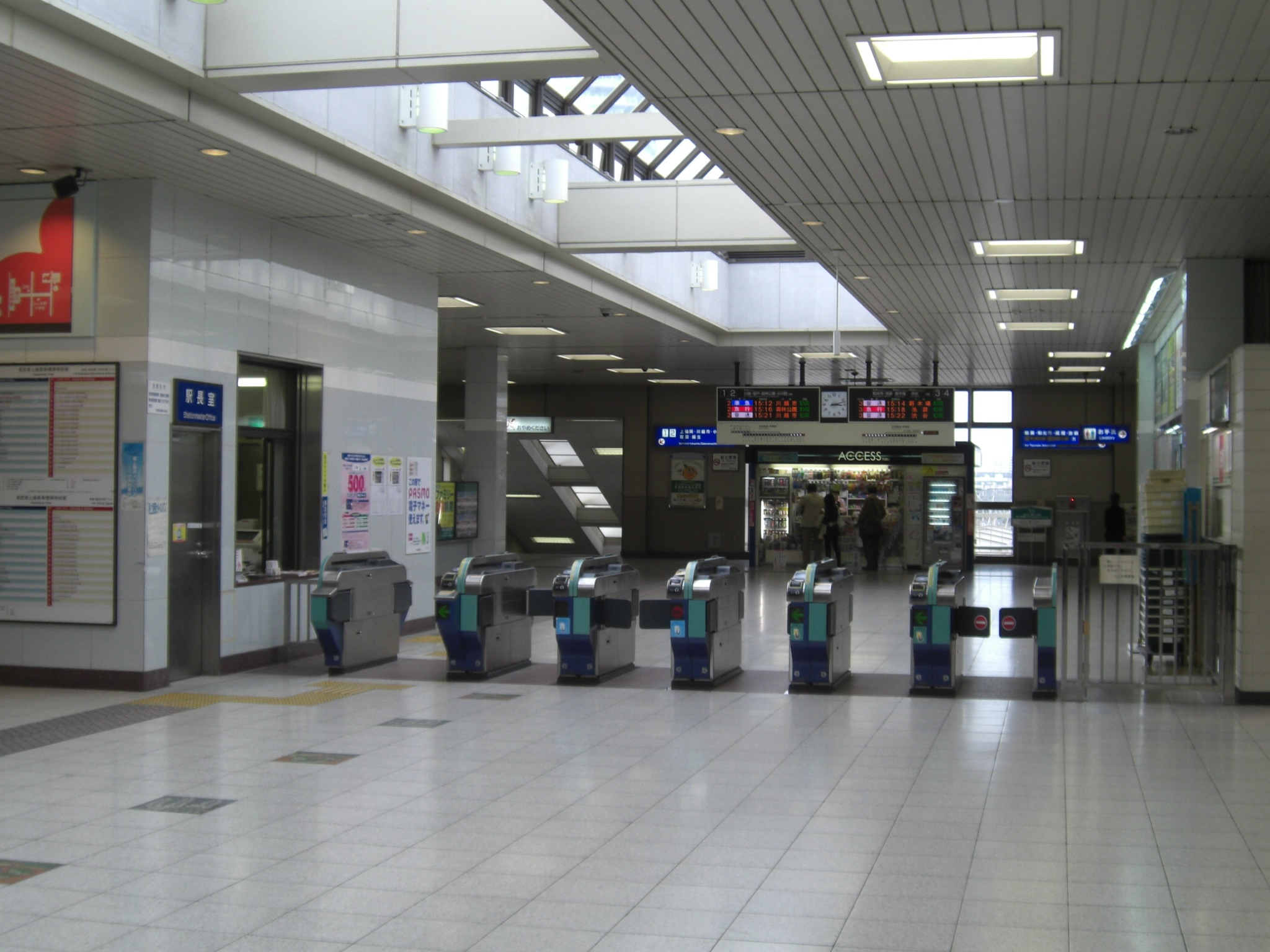
개찰 모습(2008년 10월 12일)
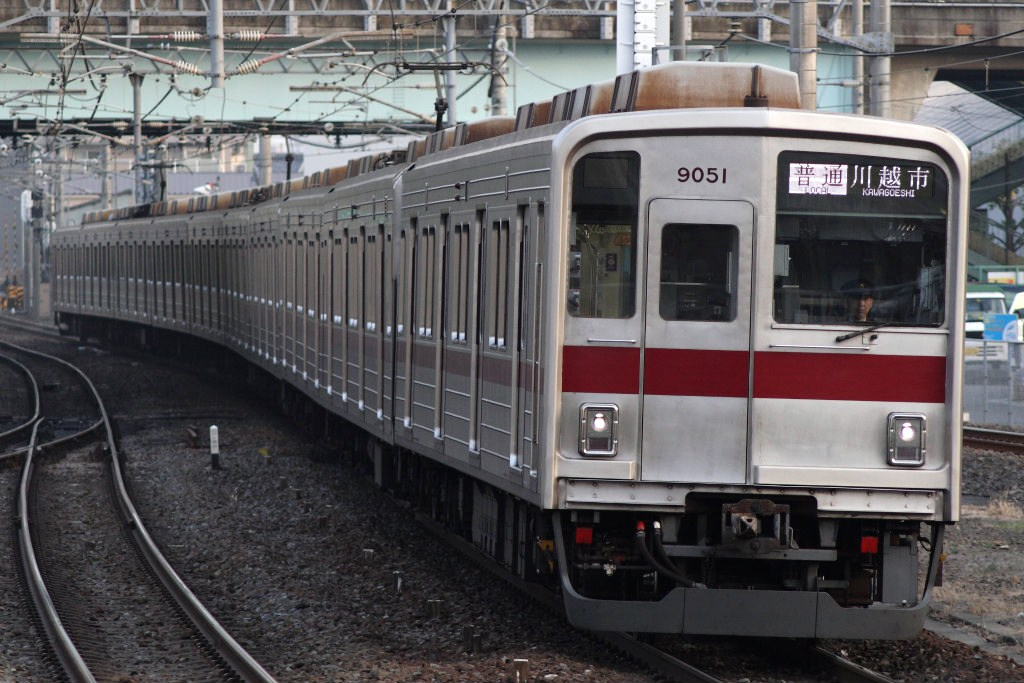
9050계 시리즈 9151편성이 후지미노 역에 정차 중(2012년 3월 8일)
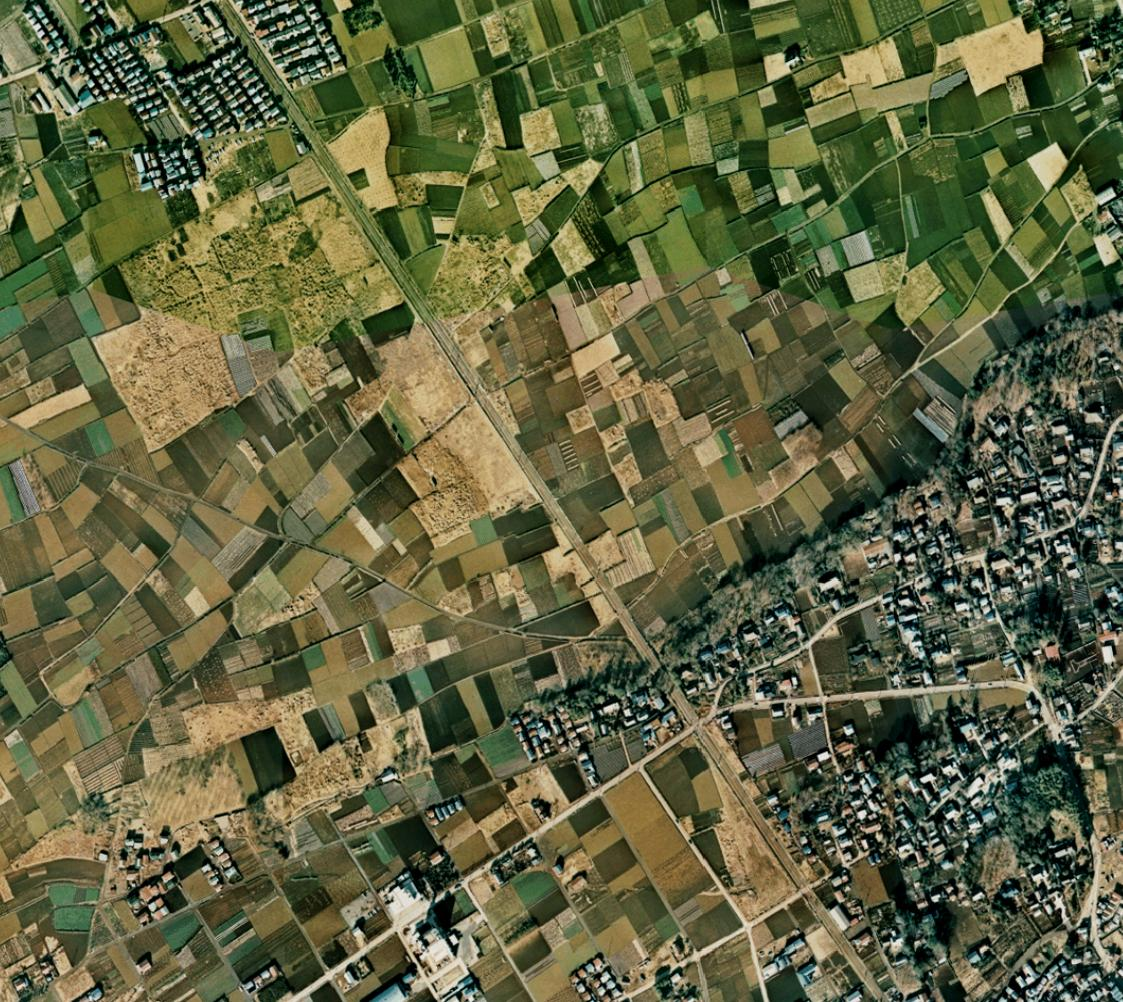
우주에서 바라본 후지미노 역 모습(1974년, 일본 국토교통성이 제공함.)

## 인접역
| 도부 철도 ■ 도조 본선            | 도부 철도 ■ 도조 본선    | 도부 철도 ■ 도조 본선              |
| -------------------------------- | ------------------------ | ---------------------------------- |
| TJ-01 이케부쿠로 이케부쿠로 방면 | ■ TJ 라이너              | 가와고에 TJ-21 오가와마치 방면     |
| TJ-14 시키 이케부쿠로 방면       | ■ 쾌속 ■ 급행            | 가와고에 TJ-21 오가와마치 방면     |
| TJ-17 쓰루세 이케부쿠로 방면     | ■ 통근급행 ■ 준급 ■ 보통 | 가미후쿠오카 TJ-19 오가와마치 방면 |